# Список об'єктів Світової спадщини ЮНЕСКО в Сан-Марино
У списку об'єктів Світової спадщини ЮНЕСКО в Сан-Марино станом на 2015 рік налічується 1 найменування. Республіка Сан-Марино ратифікувала Конвенцію світової культурної і природної спадщини 18 жовтня 1991 року. Єдиний об'єкт, що міститься на території Сан-Марино, був внесений до списку 2008 року на 32-й сесії Комітету Світової спадщини ЮНЕСКО.

## Список
| № | Зображення | Назва                                                                                                | Розташування          | Час створення | Рік внесення до списку | №                                                  | Критерії |
| - | ---------- | --- | --------------------- | ------------- | ---------------------- | -------------------------------------------------- | -------- |
| 1 |            | Історичний центр Сан-Марино та гора Монте-Титано (італ. Centro storico di San Marino e Monte Titano) | Область Борго-Маджоре | 301 рік       | 2008                   | 1245 [Архівовано 11 липня 2017 у Wayback Machine.] | iii      |